# Siegfried von Truhendingen
Siegfried von Truhendingen († 16. September 1150 in Würzburg) war von 1146 bis 1150 Bischof von Würzburg.
Siegfried stammte aus dem schwäbisch-fränkischen Geschlecht derer von Truhendingen. Er war zunächst Würzburger Domkanoniker und hatte sich als Propst des Stifts Neumünster die Sympathie von Konrad III. erworben. Er nahm an den Vorbereitungen des Kreuzzugs im Frühjahr 1147 teil. Er starb an der Pest. Sein Herz wurde als neuer Brauch im Kloster Ebrach gesondert bestattet.
Im Februar 1147 kam es in Würzburg zu Ausschreitungen gegenüber den Juden. Durchziehende Haufen rückkehrender Kreuzfahrer hatten die Unruhen, die sich vor allem in der Unterschicht ausbreiteten, ausgelöst, nachdem die verstümmelte Leiche eines Mannes am Main aufgefunden worden war und sich der Verdacht erhob, er sei von Juden ermordet worden. In der Folge kam es zu einem Pogrom, dem 20 Juden zum Opfer fielen. Als sich der Bischof weigerte, den aufgefundenen Toten heiligzusprechen, bedrohte der Mob das Leben des Bischofs und er entkam nur durch rasche Flucht. Als der Haufen der Kreuzfahrer weiterzog, lösten sich auch die Unruhen wieder auf.